# منبع‌شناسی تاریخ سامانی
منبع‌شناسی تاریخ سامانی به معنی بررسی منابع تاریخ سامانیان است.
به‌طور کلی تاریخ‌های عمومی به زبان عربی، از مهم‌ترین منابع اطلاعات راجع به تاریخ ایران در قرون اولیه است. مورد سامانیان در قدیمی‌ترین تاریخ عمومی موجود، یعنی تاریخ یعقوبی اطلاعات مختصری وجود دارد. اما از این کتاب که وقایع تاریخی را تا سال ۲۵۹ قمری ضبط کرده‌است، دربارهٔ فتوحات مسلمانا در ماورالنهر، قیام‌های اهالی آن سرمین و به ویژه شورش رافع بن لیث اطلاعات ارزشمندی به دست می‌آید. این کتاب مطالب اجمالی در مورد پاره‌ای حوادث مهم در محدوده بحث ما را دربردارد.
تاریخ طبری اثر ارزشمند دیگری است که بر اساس سال وقوع حوادث تنظیم شده و مرجع عمده و مهمی دربارهٔ تاریخ اسلام و ایران تا سال ۳۰۲ قمری است. این کتاب که دارای تفضیلی چشمگیر است، در مورد آغاز امارت سامانیان بر ماوراءالنهر و به ویژه دوران حکومت امیراسماعیل سامانی سرشار از اطلاعات گرانبها است. عریب بن سعد کاتب قرطبی بر تاریخ طبری ذیلی نوشته و حوادث را تا سال ۳۲۰ قمری شرح داده است. آیت کتاب اطلاعاتی مختصر در باب سامانیان است.
کتاب ارزشمند مروج الذهب تألیف علی بن حسین مسعودی یکی از منابع بسیار با اهمیت در تاریخ اسلام و ایران است. مؤلف این کتاب محققی جهانگرد و مصنفی منتقد بود از عدم جهت‌گیری مذهبی خود با افتخار یاد کرده‌است. از کتاب مورج الذهب که حوادث تاریخی را تا سال ۳۳۶ قمری دنبال کرده‌است، اطلاعات مفیدی در مورد سامانیان به دست می‌آید.
تاریخ سنی ملوک الارض و الانبیاء تألیف حمزه اصفهانی (متولد ۲۷۰ ق) نیز از جمله منابع معتبر و اصیل در تاریخ عمومی است. در این کتاب در فصل امرای خراسان، از آغاز به قدرت رسیدن سامانیان تا عهد عبدالملک بن نوح سامانی (۳۴۳–۳۵۰ ق) به اختصار سخن گفته‌است.
یکی دیگر از کتاب‌ها به زبان عربی، کتاب المنتظم فی تاریخ الملوک و الامم تألیف ابوفرج عبدالرحمان الجوزی (متوفی ۵۹۷ قمری) است که به ترتیب وقایع سال مرتب شده‌است. در این کتاب راجع به مباحث مورد توجه ما اطلاعات مفیدی وجود دارد.
از میان کتاب‌های تاریخ عمومی به زبان عربی کتاب الکامل فی التاریخ تألیف عزالدین ابن اثیر (متوفی ۶۳۰ قمری) اهمیت بسیار دارد. مرجع عمده تاریخ ابن اثیر، وقایع یه قرن اول هجری در کتاب تاریخ طبری است. وی مطالب تاریخ طبری را خلاصه کرده و در موارد از منابعی دیگر (که بسیاری از آن‌ها اکنون موجود نیستند) اطلاعاتی به آن افزوده است. از کتاب الکامل که بر اساس سنوات تقسیم‌بندی و منظم گشته و حوادث را تا سال ۶۲۸ دنبال می‌کند، در بررسی تاریخ سیاسی سامانیان استفاده زیادی شده‌است.
با توجه به مناسبات متغیر سامانیان و آل بویه مراجعه به کتاب‌هایی که در دربار آل بویه نوشته شده‌اند ضروری به نظر می‌رسد. متأسفانه اکثر این کتاب‌ها از بین رفته‌اند. اما کتاب تجارب الامم و تعاقب الهمم تألیف ابوعلی مسکویه (متوفی ۴۲۱) به دست ما رسیده‌است. مطالب این کتاب بر پایه اطلاعات منابع تاریخی قدیمی تر، به ویژه نوشته‌های طبری مبتنی است و در شرح وقایع مربوط به سال ۳۰۰ ق به بعد ابن مسکویه دنبال‌کننده و ذیل‌نویس طبری می‌باشد و این بخش کتاب او اصیل و با اهمیت است. ابن مسکویه وقایع را تا سال ۳۷۳ قمری شرح داده و علاوه بر تاریخ‌های موجود زمان خود، از اسناد بایگانی دولتی بهره برده و به شرح وقایع اکتفا نکرده، بلکه کوشیده تا معنی واهمیت وقایع را درک کند.
کتاب مفاتیح العلوم تألیف ابوعبدالله محمد بن احمد بن یوسف خوارزمی، که خود از کارگزاران دولت سامانی بوده، سرشار از اطلاعاتی کم‌نظیر راجع به دیوان‌های حکومتی و اصلاحات رایج آن‌ها در عهد سامانیان است.
همزمان با افول اقتدار خلافت عباسی در قرن سوم در نقاط مختف ایران سلسله‌هایی مستقل و نیمه مستقل قدرت یافتند و امرای این سلسله‌ها با انگیزه‌های گوناگون به حمایت از دانشمندان و ادیبان پرداختند. با پشتیبانی مؤثر سامانیان و دولتمردان دوراندیش آنها، زبان پارسی جایگاه خویش را بازیافت و زمانی کوتاه پس از رواج شعر به زبان پارسی دری، تألیف کتب در زمینه‌های مختلف به زبان پارسی و همچنین ترجمه کتاب‌هایی از زبان عربی به فارسی آغاز شد. در سال ۳۵۲ قمری، ابوعلی محمد بن محمد بلعمی از وزرای بزگر سامانیان (متوفی ۳۶۳ قمری) تاریخ طبری را با حذف و اضافه کردن بعضی موارد از زبان عربی به پارسی دری ترجمه کرد. با وجود این، منابع عربی در این دوره همچنان اهمیت بسیاری دارند. اگرچه تألیفات تاریخی در دولت سامانیان به درجه پیشرفت و ترقی آن در حکومت آل بویه نرسید، در زمان سامانیان تألیفات جغرافیایی پیشرفت مطلوبی داشت. ابوزید احمد بن سهل بلخی جغرافی دان مشهور (متوفی ۳۲۳ قمری) که در متصرفات ایشان، یعنی شهر بلخ می‌زیست، و از حمایت جیهانی (وزیر بزرگ سامانیان) برخوردار بود. جیهانی خود بنا به نوشته گردیزی، آثار بسیاری در علوم مختلف تألیف کرد که می‌توان از کتابی در جغرافیا با عنوان مسالک و ممالک نام برد. آثاری با عنوان کتب جغرافیایی می‌شناسیم، موضوعاتی فراتز از مباحث جغرافیایی را دربردارد. به گفته اشپولر کتابهای جغرافیایی «همچون معادن تازه یافته پایان ناپذیری برای امور مذهبی، تاریخ، فرهنگ، اقتصاد و شناسایی ایالات و مناطق مختلف ایران می‌باشد.»
از دیگر منابع ارزشمند تحقیق دربارهٔ ویژگی‌های سیاسی اجتماعی و فرهنگی حکومت سامانیان، دیوان اشعار و کتب منثور ادبی است. نظر به اینکه شاعران اغلب با دربار که مرکز تصمیم‌گیری‌های مهم مملکتی بود ارتباط نزدیک داشتند، در کانون اطلاعات واقع بودند، بر این اساس پاره‌ای از اطلاعات ارزشمند از مطالعه اشعار به دست می‌آید که حتی بعضی از آن‌ها در کتب تاریخی وجود ندارد. در کتاب حاضر با استفاده از بعضی اشعار به جای مانده از رودکی و نیز شاهنامه فردوسی و دیوان عنصری در جهت روشن کرده پاره‌ای نکات سیاسی اجتماعی و فرهنگی عهد سامانیان اقدام شده‌است.
از میان متون منثور ادبی که بیشتر با هدف اعتلای اخلاقی جامعه نوشته شده‌اند، کتاب جوامع الحکایات و لوامع الروایات عوفی را می‌توان نام برد. از آنجا که عوفی در تألیف خود از مآخذ مختلف تاریخی، ادبی، قصص و رجال شعر و نثر که بعضی در حال حاضر وجود ندارد، استفاده کرده‌است، کتاب او نه تنها از لحاظ مسائل ادبی بلکه از جهات دیگر، به ویژه مباحث تاریخی، ارزش و اهمیت فراوان دارد. از کتاب جوامع الحکایات در مورد تاریخ سامانیان می‌توان استفاده بسیار کرد.
برای شناخت اوضاع و احوال مذهبی جامعه مورد تحقیق استفاده از کتبی که در باب ادیان و مذاهب گوناگون بحث کرده‌اند، ضروری است. کتاب آثارالباقیه ابوریحان بیرونی (متوفی ۴۴۰ قمری) و نیز کتاب الملل و النحل تألیف شهرستانی (متوفی ۵۴۸ قمری) از منابع ارزشمندی است که اطلاعاتی گرانبها در مورد اوضاع مذهبی عهد سامانیان ارائه می‌کند.

## مطالعه بیشتر
- ورهرام، غلامرضا (۱۳۷۱)، منابع تاریخ ایران در دوران اسلامی، تهران: امیرکبیر